# 駒込中学校・高等学校
駒込中学校・高等学校（こまごめちゅうがっこう・こうとうがっこう）は、東京都文京区千駄木に所在し、中高一貫教育を提供する私立中学校・高等学校。

## 概要
1682年了翁道覚により設立された「勧学講院」が濫觴となり、旧制駒込中学校1926年に開校。1947年に新制駒込中学校高等学校に改組。1952年から女子教育も開始、1972年に募集停止した中学校も1992年に再開した。
天台宗系の学校であり、毎年5月ごろに比叡山研修を行う。建学の精神は「一隅を照らす」。
国際理解教育にも力を入れており、ハワイ研修やオーストラリア・ニュージーランドのクライストチャーチなどへの高校留学制度などがある。
また、中高ともに年収760万円未満世帯（標準4人家族）は授業料無償化を行っている。

## 沿革
- 1682年（天和2年）- 了翁道覚、上野不忍池の畔に「勧学講院」を設立。これがこの学園の濫觴となる。
- 1873年（明治6年）- 校名を「天台宗東部総黌」と改め、校地は上野寛永寺境内に定められる。
- 1885年（明治18年）- 校名を「天台宗東部大中総黌」と改め、正式に天台宗立となる。
- 1904年（明治37年）- 校名を「天台宗中学」および「天台宗大学校」と改め、現在の場所に移される。
- 1925年（大正14年）- 12月12日付、宗門外からの生徒も加え普通課程の教育を行う。駒込中学校として文部省から認可される。
- 1926年（大正15年）- 4月1日より「駒込中学校」が開校する。
- 1945年（昭和20年）- 戦災で本館を残して校舎を焼失する。
- 1947年（昭和22年）- 学制改革に伴い新制の「駒込中学校」並びに「駒込高等学校」に改組する。この頃より校舎の復興が進む。
- 1952年（昭和27年）- 従来の男子教育に加え、4月1日より新たに「女子部」を開設する。
- 1962年（昭和37年）- 4階建ての新校舎が落成する。
- 1966年（昭和41年）- 男女共学制をしき、建学の伝統の現代的適応を図る。
- 1974年（昭和49年）- 服装を自由化する。
- 1976年（昭和51年）- 格技場（主に柔道）が完成する。
- 1978年（昭和53年）- 新生徒ホール･新クラブ室が完成する。
- 1981年（昭和56年）- 4月に新体育館兼講堂が完成する。
- 1989年（平成元年）- 制服を新たに制定する。
- 1991年（平成3年）- 比叡山研修（高校1年生）を開始する。学習合宿（高校2年生）を開始する。
- 1992年（平成4年）- 昭和47年以来、募集停止中であった中学校を共学で再開する。
- 1993年（平成5年）- 中学学習合宿を開始する（中学2年生）。海外修学旅行（高校2年生）を実施する。
- 1997年（平成9年）- 中学校再開第一期生が卒業する。
- 1999年（平成11年）- 九州・沖縄修学旅行を実施する（高校2年生）。
- 2003年（平成15年）- 地上6階・地下1階の、IT時代に対応した高校新校舎が落成する。
- 2012年（平成24年）- 日光山研修を開始する。
- 2015年（平成27年）- 創立90周年記念式典を挙行する。
- 2016年（平成28年）- 中学３年生のセブ島語学研修を開始する。新たにタブレット端末を導入しICT教育を進める。

## 交通
- 都営地下鉄三田線白山駅下車徒歩7分
- 東京メトロ南北線本駒込駅下車徒歩3分
- 東京メトロ千代田線千駄木駅下車徒歩5分

## 部活動
| 運動部 - 野球部 - 柔道部 - 剣道部 - 陸上部 - 卓球部 - 男子バスケットボール部 - 女子バスケットボール部 - ハンドボール部 - 男子バレーボール部 - 女子バレーボール部 - 男子硬式テニス部 - 女子硬式テニス部 - 登山・スキー部 - バドミントン部 - アメリカンフットボール部 - サッカー部 - ラグビー部 | 文化部 - 吹奏楽部 - 和太鼓部 - 合唱部 - 演劇部 - 書道部 - 美術部 - 茶道部 - 華道部 - パソコン部 - 自然科学部 - 英語部 - 漫画研究部 - 仏教研究会 - ボランティア部 - ダンス部 - かるた部 | 同好会 - 軟式野球同好会 - 写真同好会 - 家庭科クラブ同好会 |

## 著名な出身者
- 鯨岡兵輔 - 政治家、元衆議院議長・環境庁長官
- 高梨公之 - 元日本大学総長・理事長
- 三崎良周 - 早稲田大学名誉教授
- 佐藤泰正 - 筑波大学名誉教授・元副学長
- 宇高良哲 - 大正大学教授
- 大樹孝啓 - 第258世 天台座主
- 戸田博之 - 西武鉄道社長、元西武ライオンズ球団社長
- 唐十郎 - 作家、芥川賞受賞者
- 川島閑雪 - 茶道家
- 梶よう子 - 作家
- 中西悟堂 - 詩人
- 川上閑雪 - 茶道家
- 有元利夫 - 洋画家
- 高橋玄 - 映画監督
- 小島三児 - タレント
- 萩本欽一 - タレント
- 江口洋介 - 俳優
- 大滝秀治 - 俳優、文化功労者
- 泉政行 - 俳優
- 渥美二郎 - 歌手※中退
- 亀井絵里 - 歌手（モーニング娘。）※中学卒業。高校中退後転学
- ジャイアント吉田 - タレント
- 梅野源治 - キックボクサー
- 木暮郁哉 - サッカー選手
- 高野一裕 - カバディ選手
- 穂積秀一 - 元プロボクサー、WBA世界フライ級王座挑戦者
- 星克己 - 歌手※中退
- 泉堅太郎-俳優　演出家